# Cas Vela
El cas Vela fou un escàndol de corrupció política vinculat amb el conseller de la Generalitat Valenciana José Manuel Vela, del Partit Popular (PP), el cognom del qual dóna nom al cas. Va ocórrer en la VIII Legislatura de les Corts Valencianes, entre el novembre de 2012 i l'abril de 2023, moment en què el jutge arxiva la causa.

## Fets
El 20 de novembre de 2012, durant una sessió plenària de les Corts Valencianes, el conseller José Manuel Vela fa entrega d'un document al diputat i ex-conseller Rafael Blasco, també del PP i en aquell moment investigat per la justícia en l'anomenat cas Cooperació. Les imatges varen ser recollides per les càmeres de televisió. Al dia següent diversos mitjans de comunicació publiquen que dit document ha estat elaborat per la Intervenció General de la Generalitat Valenciana i destinat al jutjat que instrueix el cas en el que està implicat Blasco.
La fiscalia va denunciar els fets a petició de la jutgessa que instruïa el cas Cooperació, acusant Vela per revelació de secrets i a l'interventor general Salvador Hernandis també per revelació de secrets i per infidelitat en la custòdia de documents i encobriment.
El jutjat d'instrucció 6 del Tribunal Superior de Justícia va admetre la denúncia i inicià les investigacions el 29 de novembre de 2012.

### Persones imputades
- José Manuel Vela Bargues, conseller d'Hisenda i Administració Pública de la Generalitat Valenciana en el moment dels fets.
- Salvador Hernándiz García, Interventor General de la Generalitat Valenciana en els moments dels fets.

## Conseqüències
Els partits de l'oposició a les Corts Valencianes demanaren la dimissió del conseller José Manuel Vela des del moment de la publicació de les informacions periodístiques. Aquesta dimissió no es va produir fins a la declaració formal del conseller com a imputat el 29 de novembre. Dies després també es va destituir a l'interventor general.
El cas va ser arxivat l'abril de 2013 a petició de la fiscalia, donat que aquesta exercia l'acusació única, el jutge instructor es va veure forçat a tancar la causa.

## Cronologia
- 21 de novembre de 2012: Diferents mitjans de comunicació publiquen que, durant un ple de les Corts Valencianes, el conseller José Manuel Vela Bargues ha entregat un informe elaborat per part de la Intervenció General de la Generalitat Valenciana i destinat al jutjat que instrueix el cas Cooperació a una de les parts del procés judicial, concretament al diputat de les Corts Valencianes (exsíndic del grup parlamentari del Partit Popular i exconseller de Solidaritat i Ciutadania) Rafael Blasco Castany, imputat pels delictes de frau de subvencions, prevaricació, suborn, tràfic d'influències, malversació de cabals públics i falsedat documental.[7][8] La jutge d'instrucció del cas Cooperació, la magistrada del Tribunal Superior de Justícia de la Comunitat Valenciana María Pía Calderón, ha ordenat la Fiscalia que investigue els fets, que podrien ser constitutius de delicte de revelació de secrets.[9][10][11] La Conselleria d'Hisenda i Administració Pública ha emès un comunicat negant els fets.[12] Els grups polítics de l'oposició han demanat la seua dimissió.[13][14][15][16]

- 28 de novembre de 2012: La Fiscalia denuncia el conseller José Manuel Vela Bargues pel presumpte delicte de revelació de secrets davant el Tribunal Superior de Justícia de la Comunitat Valenciana.[17][18] Juntament amb el conseller José Manuel Vela Bargues, també és denunciat Salvador Hernándiz García, l'interventor general de la Generalitat Valenciana, i els presumptes delictes que es denuncien són revelació de secrets, infidelitat en la custòdia de documents i encobriment.[19]

- 29 de novembre de 2012: El Tribunal Superior de Justícia de la Comunitat Valenciana admet a tràmit la denúncia de la Fiscalia i nomena com a jutge instructor de la causa al magistrat José Flors Maties.[19][20]

- 30 de novembre de 2012: El conseller José Manuel Vela Bargues dimiteix com a Conseller d'Hisenda i Administració Pública de la Generalitat Valenciana. Hores després és imputat pel jutge instructor de la causa, el magistrat José Flors Maties, pel presumptes delictes de revelació de secrets, infidelitat en la custòdia de documents i encobriment.[21][22][23][24][25][26][27][28][29][30][31][32][33]

- 5 de desembre de 2012: El magistrat José Flors Maties, jutge instructor del cas al Tribunal Superior de Justícia de la Comunitat Valenciana, renuncia a la instrucció del cas per no tindre competència objectiva en haver perdut la condició d'aforat José Manuel Vela Bargues amb la seu dimissió com a Conseller d'Hisenda i Administració Pública de la Generalitat Valenciana.[34]